# Hirundichthys albimaculatus
Hirundichthys albimaculatus är en fiskart som först beskrevs av Fowler, 1934.  Hirundichthys albimaculatus ingår i släktet Hirundichthys och familjen Exocoetidae. Inga underarter finns listade i Catalogue of Life.